# Portrét Vicençe Nubioly
Portrét Vicençe Nubioly, katalánsky Retrat de Vicenç Nubiola, je olejomalba z roku 1917 vytvořená Joanem Miróem. Je součástí stálé sbírky muzea Folkwang v Essenu.

## Historie obrazu
Miró namaloval tento portrét v dubnu 1917. Nubiola byl jeho učitel zahradnictví na Escola superior de Bells Oficis. Brzy po dokončení byla malba součástí jedné z prvních výstav Miróa v Galeries Dalmau Barceloně.
V roce 1966 získalo muzeum Folkwang malbu z Galerie Wilhelm Großhennig v Düsseldorfu za podpory Severního Porýní-Vestfálska a Westdeutschen Rundfunks. Ve sbírce má inventární číslo G 351. Muzeum vlastní ještě jednu Miróovu práci: Paysage z let 1924 až 1925. V Barceloně byl portrét vystaven doposud dvakrát: 2009 na výstavě Convidats d’Honor k 75. výročí otevření Museu Nacional d’Art de Catalunya a v roce 2011 na výstavě Joan Miró. L’escala de l’evasió ve Fundació Joan Miró.

## Popis
113 centimetrů široká a 104 centimetrů vysoká malba je Miróova raná práce; z doby před rokem 1924, než se přiklonil k surrealismu. Na obraze jsou patrné prvky kubismu a fauvismu, ale také vliv Vincenta van Gogha, jehož práci Miró obdivoval. V tomto období namaloval Miró vícero portrétů, jako například Portrét Enrica Cristòfola Ricarta, dnes v Metropolitan Museum of Art v New Yorku, ale také sérii krajin inspirovanou španělským lidovým uměním.
Miró zpodobnil Nubiolu kouřícího dýmku, sedícího u stolu v červené košili. Na stole vpravo vedle Nubioly je aranžované zátiší, ovoce, květina a porró, tradiční katalánská skleněná nádoba, určená k pití vína. V pozadí dominují trojúhelníkovité tvary, které tvoří strukturu podobnou vzoru. Obraz je v dolním levém rohu podepsán „Miró“.